# Cheyenne (volk)

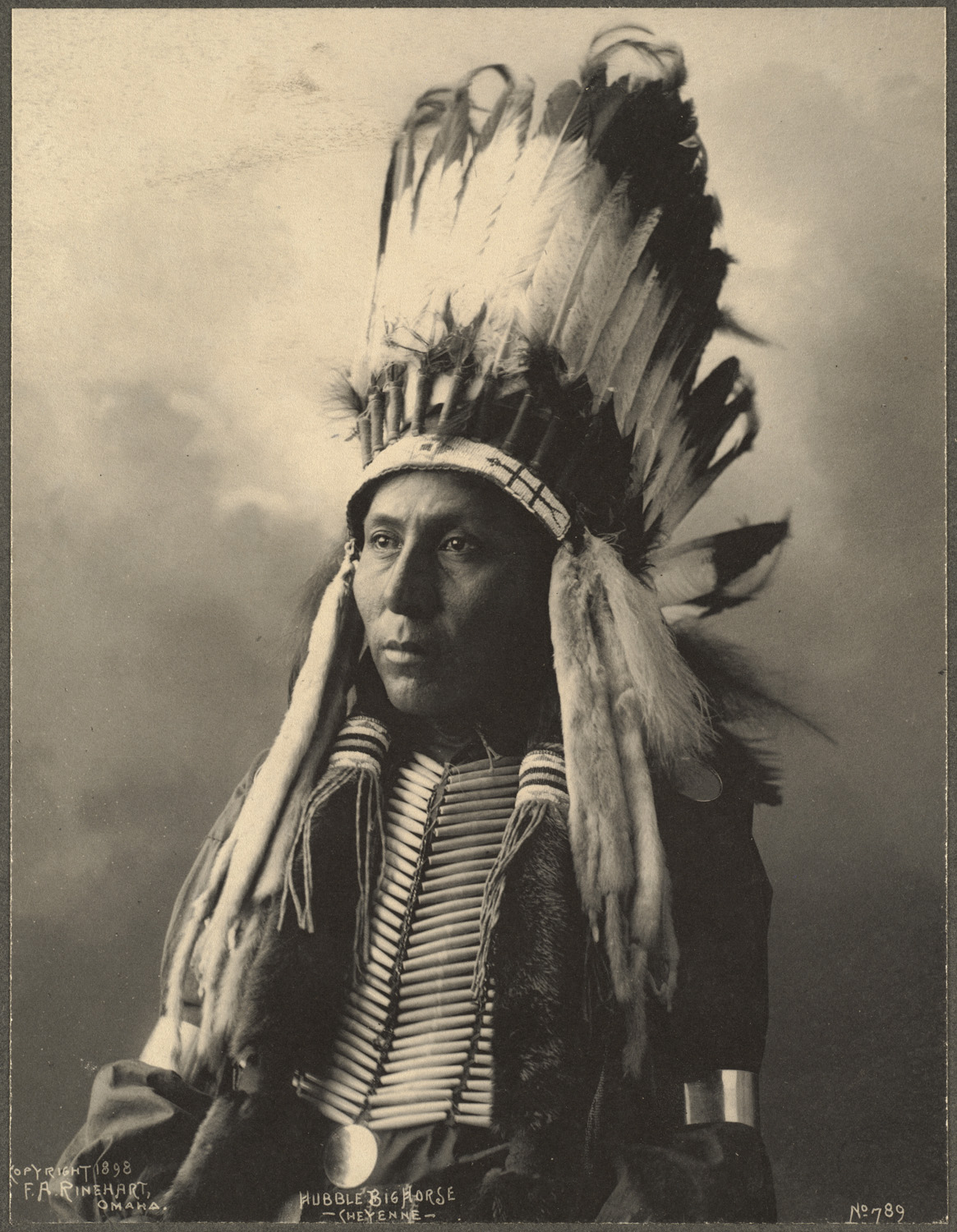
Cheyenne Hubble Big Horse

De Cheyenne is een inheems volk uit het noorden van de Verenigde Staten. Het volk is een samenstelling van twee verwante stammen, de So'taa'é (of Sutai) en de Tsitsistas. Ze zijn in taal en cultuur nauw verwant aan de Inuna Ina (Arapaho); qua cultuur hebben ze eveneens veel overeenkomsten met de Lakota.

## Oorsprong
De Cheyenne kwamen oorspronkelijk uit het noorden van Minnesota maar migreerden rond 1800 naar de hoge vlakten. Het gebied reikte nu van de rivier de Missouri, in het noorden, tot de rivier de Arkansas in het zuiden. De Cheyenne zijn van oudsher verdeeld in twee groepen: de Noordelijke Cheyenne (Ohmesehese) en de Zuidelijke Cheyenne (Heevahetane). De Cheyenne uit het noorden brachten veel tijd door op de hoge vlakte van de Colorado en Wyoming, niet ver van Fort Laramie. De Cheyenne en de Lakota bundelden hun krachten tijdens de Slag bij de Little Bighorn om de 7de Cavalerie van Custer te verslaan.
De Cheyennes noemen zichzelf Tsitsistas wat zoveel als 'de mensen' betekent. Binnen de Cheyennetaal is er nog een opsplitsing tussen de taal van de So'taa'é en de taal van de Cheyennes zelf. De So'taa'é (ook wel Sutayo of Sutai) zijn een groep Cheyennes die volgens hun legende, tijdens en ná de periode van de grote overstromingen rond de Grote Meren in Noord-Amerika, het contact met de hoofdgroep van de Cheyennes kwijtgeraakt waren. Hierdoor is er bij de So'taa'é een eigen dialect ontstaan. Tegenwoordig spreken nog maar een dertiental bejaarden deze taal en zal ze weldra uitgestorven zijn. De So'taa'é verblijven samen met de Noordelijke Cheyennes in een reservaat in Montana.
De Cheyennes waren oorspronkelijk nog onder te brengen in verschillende gemeenschappen die ieder een specifieke rol binnen de stam vervulden. Sommige van deze gemeenschappen bestaan nog tot op de dag van vandaag en komen nog samen bij ceremoniële gelegenheden zoals de zonnedans. Zo is er een raad van 44 Chiefs, die gekozen worden op basis van hun vertrouwen en karakter, en een adviserende rol hebben bij belangrijke beslissingen die door de stam genomen moeten worden. Toch is de rol van een Chief niet vergelijkbaar met die van een politiek of militair leider, daar ieder individu vrijblijvend kan beslissen om de visie van de Chiefs al dan niet te volgen.

## 19de eeuw, een eeuw van oorlog

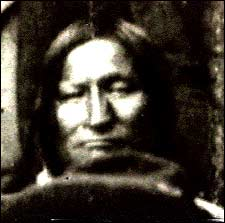
Black Kettle

In 1851 kregen de Cheyennes een territorium toegewezen in het noorden van Colorado. De akte voor dit territorium werd opgesteld in het verdrag van Fort Laramie van 1851. In dit oorspronkelijke gebied liggen de hedendaagse steden Fort Collins, Denver en Colorado Springs.
Vanaf 1850 kwam de Colorado Goldrush op gang, die haar hoogtepunt bereikte in 1859. Hierdoor overspoelden Europese avonturiers het land van de Cheyennes en dat van andere stammen. Dit zou al gauw leiden tot een open oorlog tussen blanken en indianen.
In 1863 waren Zwarte Ketel (Motavato) en Magere Beer uitgenodigd om in Washington 'Grote Vader' Abraham Lincoln een bezoek te brengen. De president reikte hen medailles uit en commissaris en kolonel Greenwood schonk Zwarte Ketel een vlag van de Verenigde Staten met de witte sterren van de vierendertig staten. Greenwood had gezegd dat geen enkele soldaat ooit op hem zou schieten, zolang die vlag boven zijn hoofd zou wapperen.  
Op 29 november 1864 werd het Cheyennekamp van Black Kettle aangevallen door de Colorado Militie van kolonel J.M. Chivington en majoor Scott J. Anthony, op last van John Evans, gouverneur van het territorium Colorado, hoewel boven het kamp een Amerikaanse en een witte vlag wapperden en zij de kant van de nationale overheid hadden gekozen. Deze strijd is beter bekend onder de naam Sand Creek Massacre; zo'n 150 tot 200 ongewapende Cheyennes werden gedood.
Vier jaar later werd dezelfde groep aangevallen bij de Slag om de Washita River van 27 november 1868. Het kamp van Chief Black Kettle lag op het territorium dat hen door de Amerikaanse overheid was toegewezen maar sommige stamleden waren betrokken bij vijandelijkheden op blanken in Kansas. Hier werden een 100-tal Cheyennes gedood, van wie de meesten vrouwen en kinderen waren.

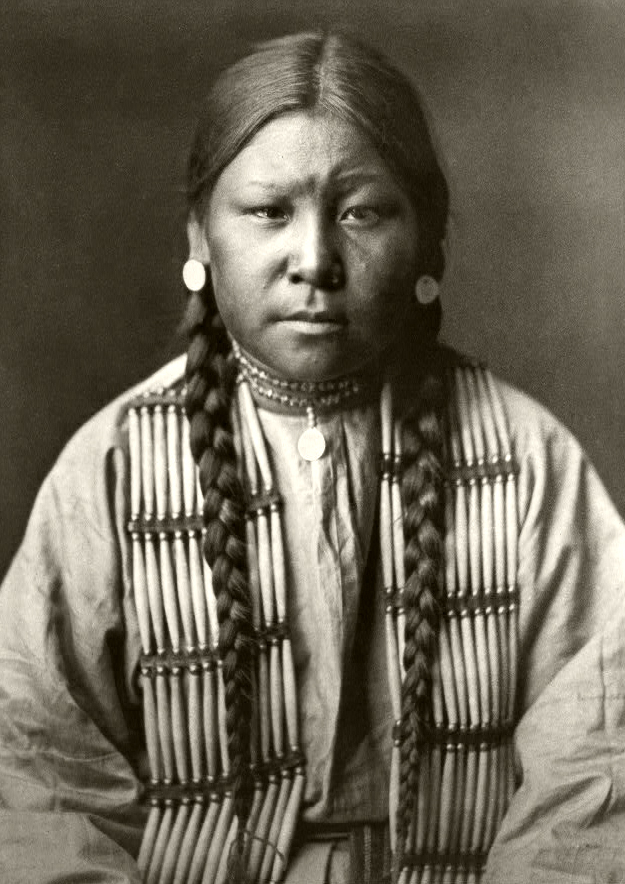
Cheyenne-meisje, 1911, door Edward S. Curtis

Er zijn tegenstrijdige visies of de stam van Black Kettle al dan niet vriendelijk of vijandig was. Algemeen wordt aangenomen dat hij niet deelnam aan de oorlog tegen de blanken met de andere stammen van de prairie-indianen. Black Kettle had anderzijds niet de autoriteit over alle stamleden waardoor jongeren van zijn stam soms toch kozen om deel te nemen aan de oorlog tegen de blanken en deze de stam zo betrokken bij de oorlog.
Kromme Neus was een leider van de Noordelijke Cheyennes, die vastbesloten was voor zijn land te vechten. Hij dobberde, op aanraden van Witte Stier, een oude medicijnman van de Cheyennes, vier dagen over een helder en geneeskrachtig meer zonder te eten en te drinken om 'speciale bescherming tegen vijanden te verkrijgen'. Daarna kreeg hij van de medicijnman een beschermende hoofdtooi. Hij trok met zijn krijgers naar de plaats waar soldaten hun kamp hadden opgetrokken. Het waren soldaten, die er onder kolonel Nelson Cole en kolonel Samuel Walker door generaal Connor in juli 1865 op uitgestuurd waren om de indianen in hun heilige Zwarte Heuvels (Paha-Sapa) in te sluiten. De twee colonnes ontmoetten elkaar, maar konden Connors derde colonne niet vinden. Ze leden honger en kou en werden door indianen bestookt. Ze schoten 900 paarden dood, toen die door kou en verzwakking niet verder konden. De overlevende soldaten hadden zich verschanst toen Kromme Neus hen aanviel. Hij reed drie tot viermaal alleen op zijn witte pony voor de linie van de soldaten langs, waarbij zij hun geweren op hem leegschoten. Toen zijn pony werd neergeschoten kwamen zijn krijgers in actie, maar ze wisten geen overwinning te behalen. Connor kon zijn soldaten uiteindelijk ontzetten en naar zijn fort terugbrengen. Fort Connor werd later Fort Reno.  
De Noordelijke Cheyennes namen deel aan de Slag bij de Little Bighorn die plaatsvond op 25 juni 1876. De Cheyennes versloegen samen met de Lakota, Kiowa, Blackfeet Sioux en een deel van de Arapaho de soldaten van de 7de cavalerie onder leiding van George Armstrong Custer. Het nieuws van de verpletterende nederlaag bereikte Washington D.C. net toen de VS hun 100-jarige bestaan vierden. Dit veroorzaakte een grote woede jegens de Lakota en Cheyennes.

## Exodus van Noordelijke Cheyennes
Na de Slag om de Little Bighorn ondernam het Amerikaanse leger verschillende pogingen om Cheyennes gevangen te nemen. In 1877 werd een groep van 972 Cheyennes naar het Indian Territory overgebracht, waar de Amerikaanse overheid probeerde om alle Cheyennes te vestigen. De omstandigheden in het reservaat waren bar slecht en het duurde dan ook niet lang eer er malaria uitbrak. Bovendien bleken de beloofde voedselrantsoenen niet voldoende om alle Cheyennes te kunnen voeden en was de kwaliteit van het voedsel slecht.
In 1878 namen Chief Little Wolf en Chief Dull Knife het initiatief om de Cheyennes uit hun miserabele toestand te verlossen. Datzelfde jaar nog verliet een groep van 353 Cheyennes onder leiding van de twee Chiefs het reservaat en trok noordwaarts. De Amerikaanse overheid zette de achtervolging in met 13.000 soldaten en vrijwilligers. Er ontstonden onderweg schermutselingen tussen de Cheyennes en het Amerikaanse leger, en de twee stamhoofden waren niet altijd in staat om hun jonge krijgers ervan te weerhouden aanvallen te plegen op kleine blanke nederzettingen.
In Nebraska splitste de groep zich op: Little Wolf keerde met zijn groep terug naar Montana, en Dull Knife werd met zijn groep gevangengenomen en afgevoerd naar Fort Robinson in Nebraska. Later kreeg Dull Knife van het blanke gezag opdracht om terug te keren naar Oklahoma, maar hij weigerde dit. Eind 1878 groeiden de spanningen in Fort Robinson; de Cheyennes mochten hun barakken niet meer verlaten en kregen geen water, voedsel of verwarming.
Op 9 januari 1879 deden zij een poging om 's nachts uit te breken. Veel Cheyennes werden bij deze vluchtpoging gedood of de volgende dagen in de buurt van het fort teruggevonden en gearresteerd. Hoewel hun verzocht werd zich over te geven, kozen velen ervoor om strijdend te sterven in plaats van een terugkeer in gevangenschap. Een 50-tal Cheyennes overleefden deze wanhoopsdaad, onder wie ook Dull Knife. Sommigen van hen die het overleefd hadden, moesten later terechtstaan voor de moorden die gepleegd waren tegen blanken in Kansas. In 1994 werden de stoffelijke resten van de destijds omgekomen Cheyennes aan de stam overgedragen.

## Terugkeer van Noordelijke Cheyennes

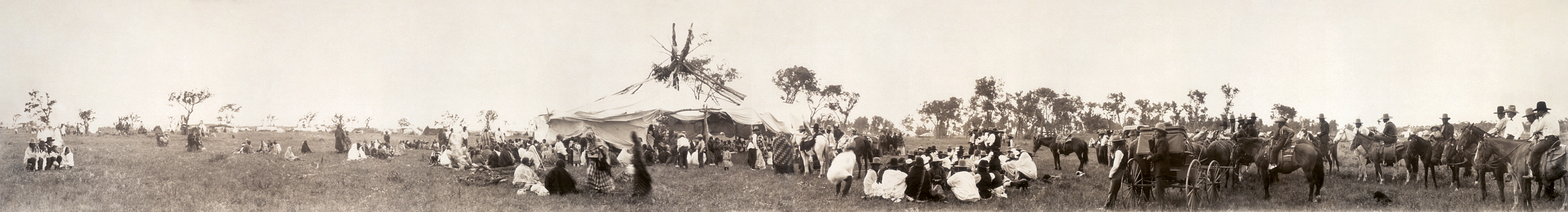
Zonnedansbijeenkomst bij de Cheyennes omstreeks 1909

De Cheyennes trokken naar Fort Keogh (nu Miles City in Montana) en vestigden zich rond het fort. Velen werkten daarna als verkenners voor het Amerikaanse leger. Zo werd Chief Jozeph van de Nez Percé-stam opgespoord met hulp van deze Cheyennescouts. Fort Keogh werd het verzamelpunt en bestuurlijk centrum. Na verloop van tijd gingen veel families migreren naar de Tongue River om er zich op de oevers te vestigen. In 1884 besloot de Amerikaanse overheid om de Cheyennes onder te brengen in een reservaat. Het reservaat werd in 1890 uitgebreid. Tegenwoordig sluit de westelijke grens van het reservaat aan met dat van het Crow Indian Reservation. Er kunnen bedenkingen gemaakt worden waarom de Amerikaanse overheid ervoor koos om twee destijds traditioneel vijandige stammen langs elkaar te plaatsen. De Cheyennes waren samen met de Lakota en de Arapaho's de laatste stammen die werden onderworpen door het Amerikaanse leger. (De Seminole in Florida is de enige stam die nooit onderworpen is geweest.)
Door vastberadenheid en opoffering hebben de Cheyennes hun plaats verdiend in het noorden van de VS in de buurt van de Black Hills. De Cheyennes zijn er ook in geslaagd om hun cultuur, religie en taal te behouden. Vandaag zijn de Cheyennes een van de weinige naties die bijna volledige controle en autoriteit hebben over hun reservaat (98%). Land wordt door de stam geleased aan stamleden voor een periode van een mensenleven of 100 jaar en niet verkocht zodat het niet erfelijk kan worden gemaakt. Op deze manier kan het land bijna nooit in handen van blanken komen. Het is ook een van de weinige reservaten waar drinkwatervoorziening is voor alle huizen.